# حركة الإصلاح للتنمية الاجتماعية
حركة الإصلاح للتنمية الاجتماعية (بالفرنسية: Mouvement de la réforme pour le développement social) هي حزب سياسي في السنغال. في الانتخابات التشريعية التي جرت في 3 يونيو 2007، فاز الحزب بنسبة 1.16٪ من الأصوات الشعبية وحصل على مقعد واحد من أصل 150 مقعدًا.